# 新貴人
新貴人（しんきじん、？ - 乾隆40年6月13日(1775年7月10日)）は、清の乾隆帝の妃嬪。姓や出自は不明。

## 生涯
生年不詳だが、誕生日は8月10日であることが確認できる。
乾隆27年（1762年）6月27日、新常在に冊封された。

### 信仰と豫妃との関係
彼女はラマ教（チベット仏教）を信仰しており、豫妃ボルジギト氏と親しい関係にあった。また、新貴人は豫妃の親族であった可能性がある。
乾隆38年（1773年）12月20日、豫妃が死去した際、記録には以下のように記されている。
```
「喪礼のしきたりに従い、新常在・吉安は喪服を着用し、日常の使用として
黒炭
20斤（約12kg）、
薪
20斤（約12kg）を宮廷より支給された」。
```

### 昇格と死去
乾隆40年（1775年）5月以降、新貴人に昇格。
しかし、同年6月13日卯の刻（午前5時〜7時）、熱河（現在の河北省承徳）で薨去。
同日巳の刻（午前9時〜11時）、金棺に納められ、翌日6月14日辰の刻（午前7時〜9時）に静安荘（清朝の皇族用の霊廟）へ移送され、新たに造られた邸宅に安置された。
同年10月9日、新貴人の遺品が整理・提出された。
乾隆49年（1784年）9月8日、裕陵妃園寝（乾隆帝の陵墓内の側室の墓域）に埋葬された。

## 伝記資料
- 『清史稿』